# Quasi-Park Narodowy Ōnuma
Quasi-Park Narodowy Ōnuma (jap. 大沼国定公園 Ōnuma Kokutei Kōen) - quasi-park narodowy na półwyspie Oshima, w południowo-zachodniej części Hokkaido, w Japonii. 
Park obejmuje masyw stratowulkanu Koma-ga-take, jak również jeziora Ōnuma i Konuma, które leżą u stóp południowego zbocza góry. Park został oznaczony jako quasi-narodowy w 1958 roku, od tej pory jest najmniejszym parkiem na Hokkaido.
Ōnuma i Konuma powstały, gdy lawiny błotne podczas erupcji Koma-ga-take, spiętrzyły się w zagłębieniach u podstawy góry.